# Royal Romance (яхта)

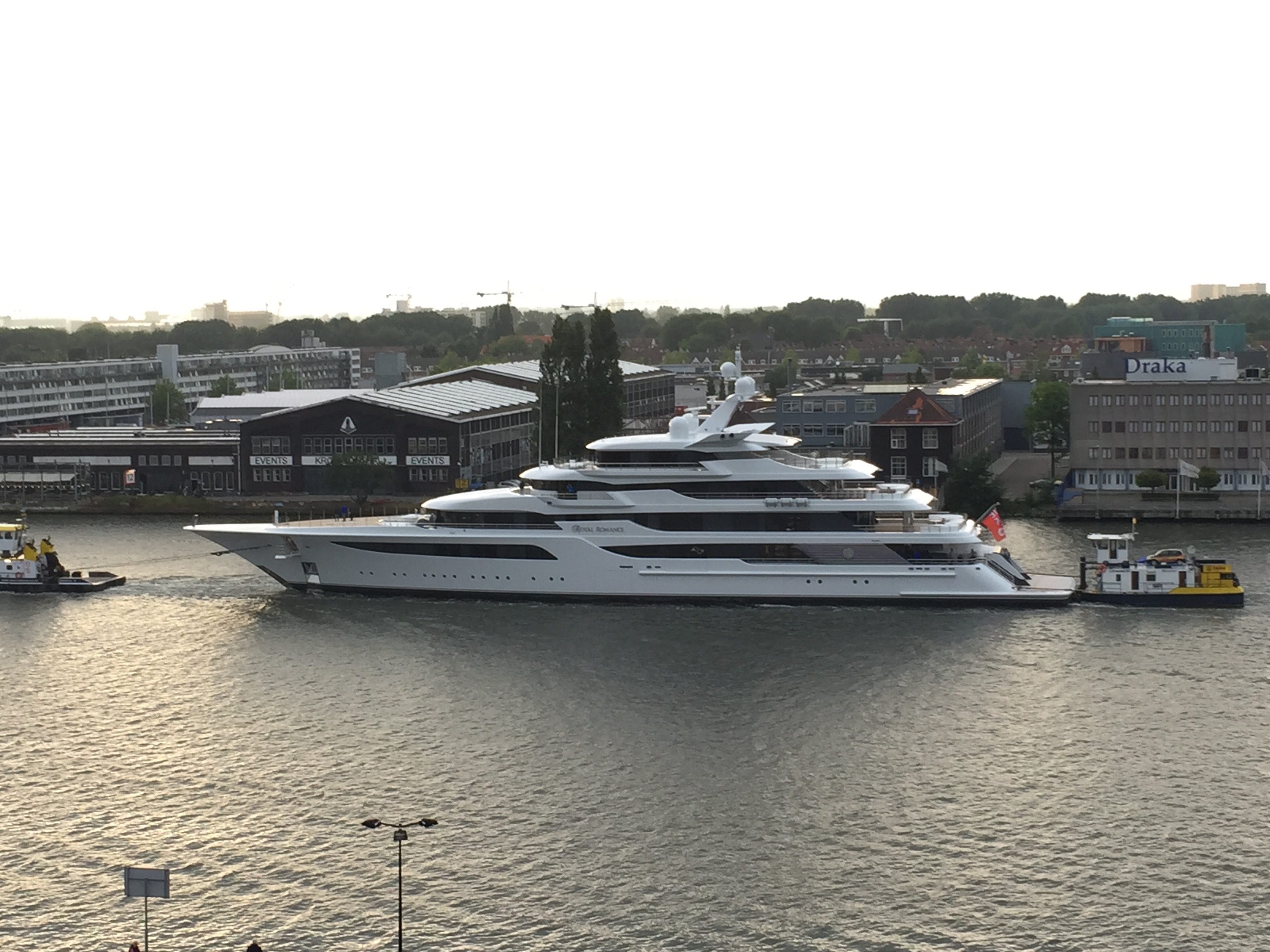

MY Royal Romance — 92-метрова розкішна яхта, побудована Feadship як корпус № 1005 і спроєктована De Voogt Naval Architects. Інтер'єр оформив Сеймур Даймонд. Яхту оснащено двома дизельними двигунами MTU по 3004 к.с. Однією з особливостей є басейн, розташований на головній кормовій палубі. «Royal Romance» вміщує 14 гостей та 22 членів екіпажу. Яхту доставлено власнику в липні 2015 року. «Royal Romance» не доступна для чартеру.

## Колишній власник
Власником яхти був проросійський олігарх з України Віктор Медведчук.
16 березня 2022 року яхту «Royal Romance» було заарештовано, а 11 квітня того ж року її було передано Агентству з розшуку та менеджменту активів (АРМА). У січні 2024 суд Хорватії ухвалив передати заарештовану яхту Україні.
У лютому 2024 року Кабінет Міністрів України погодив продаж «Royal Romance». 20 березня 2024 року вперше в історії України та практиці АРМА було оголошено про початок реалізації арештованого активу за кордоном, а саме яхти «Royal Romance». 23 квітня 2024 року стало відомо, що у конкурсі на реалізацію яхти Медведчука перемогла компанія Troostwijk Auctions з Нідерландів. 
У травні 2024 року АРМА заявило, що яхта «Royal Romance» набула статус українського судна, що означає національну приналежність судна, на яке поширюється юрисдикція України.
19 липня 2024 року, за повідомленням пресслужби Державного бюро розслідувань, Печерський районний суд міста Києва задовольнив клопотання Офісу генерального прокурора про арешт яхти «Royal Romance» і передачу її до Національного агентства України з питань виявлення, розшуку та управління активами.
23 липня 2024 року стало відомо, що Верховний суд Хорватії зняв арешт з яхти «Royal Romance». 28 липня Печерський суд Києва повторно заарештував яхту.

## Параметри
Довжина яхти — 92,5 м, ширина — 14,3 м. Осадка «Royal Romance» становить 3,85 м. Корпус виготовлено зі сталі, а надбудову — з алюмінію з настилами з тикового дерева. Яхта зареєстрована компанією Lloyd, Кайманові острови.

## Двигуни
Вона оснащена двома дизельними двигунами MTU по 3004 к.с., які створюють сукупну тягу 6008 к. с. (4480 кВт). «Royal Romance» може розвивати максимальну швидкість 15 вузлів (28 км/год).